# ニウエ議会
ニウエ議会（ニウエぎかい、ニウエ語: Niue Fono Ekepule）は、ニウエの立法府である。

## 概要
一院制、定数20、任期3年で首相は議会の解散権を持つ。ニウエでは2003年に人民党が解散して以来、政党は存在しない。
定数20名のうち、6名が全国単位で単記非移譲式大選挙区制により選出。残り14名は村単位で単純小選挙区制により選出される。
任期については2024年に発議された憲法改正案で4年に増やすことも検討されたが、同年8月31日に執行された国民投票で賛成少数となり否決された。